# Francesca Bartrina Martí
Francesca Bartrina Martí (Serinyà, 1968 - Banyoles, juny 2014) va ser una doctora en Teoria de la Literatura i Literatura Comparada, especialista en l'obra de Caterina Albert, que va impartir classes a la Universitat de Vic des de l'any 1996. A més, va ser directora del Centre d'Estudis Interdisciplinaris de la Dona i, des de l'any 2002 va dirigir la col·lecció Capsa de Pandora d'Eumo Editorial.
Va ser una referència a Catalunya en els estudis literaris de gènere, i va conrear també la traducció i la dramatúrgia. Va fundar, juntament amb Jordi Sala, la companyia Didascàlia de teatre. A partir del 2006 va conduir, en sessions dedicades a la literatura de gènere, el Club de Lectura de la Biblioteca de Banyoles, en col·laboració amb l'Ateneu Obert de la Dona.
Ha rebut diversos homenatges. El març del 2015, l'Ajuntament de Serinyà inaugura la Sala de Lectura Francesca Bartrina. I el març de 2016 s'inaugura, a la Biblioteca de Banyoles, el Fons Francesca Bartrina sobre Literatura i Dona.

## Obra
Entre altres obres, destaquen:
- Dones i accessibilitat: perspectives i recursos bibliogràfics. Vic : Eumogràfic (2011).
- Dones de teatre. Vic : Servei de Publicacions de la Universitat de Vic (2007)
- Caterina Albert/Victor Català. La voluptuositat de l'escriptura. Vic : Eumo Editorial (2001).[4]
- Gènere i escriptura. L'obra de Caterina Albert/Víctor Català. Bellaterra : Gènere i escriptura. L'obra de Caterina Albert/Víctor Català(2000).